# موكب يوم نصر موسكو 2001
موكب يوم النصر في موسكو 2001، عقد يوم 9 مايو 2001 لاحياء ذكرى استسلام ألمانيا النازية في عام 1945. يمثل الموكب انتصار الاتحاد السوفيتي في الحرب الوطنية العظمى. يعقد موكب يوم النصر في موسكو أكبر مدينة في روسيا وعاصمتها، ويكون بمشاركة وحدات من الجيش الروسي حيث يتم استعراض اخر ما توصلت اليه صناعة الاسلحة الروسية من دبابات وطائرات وقاذفات صواريخ وغيرها.

## معرض صور

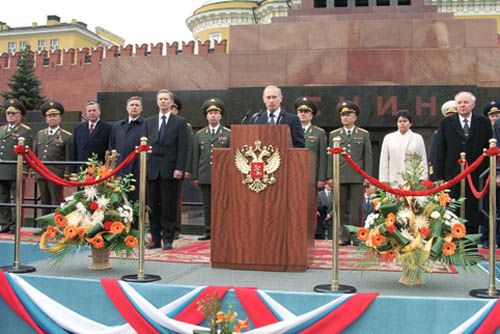
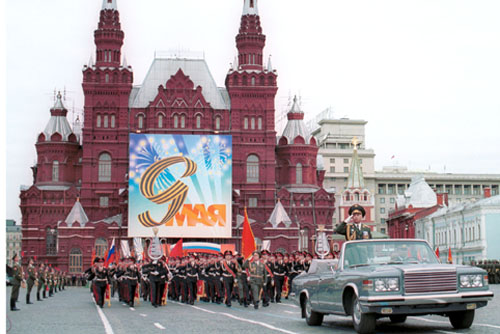
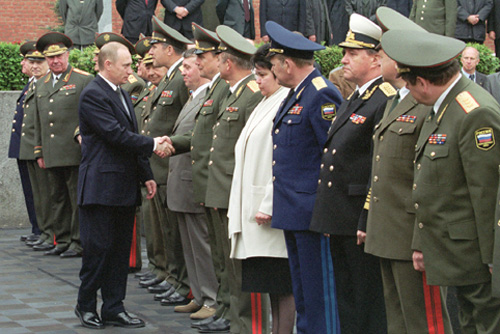
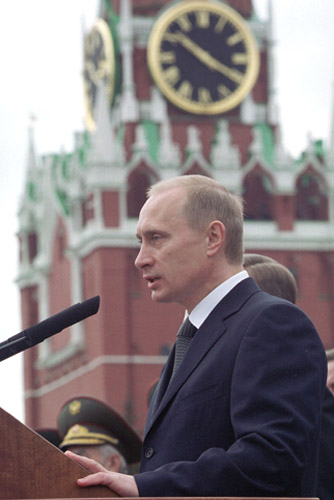
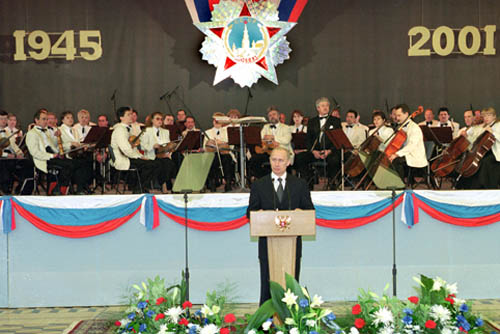
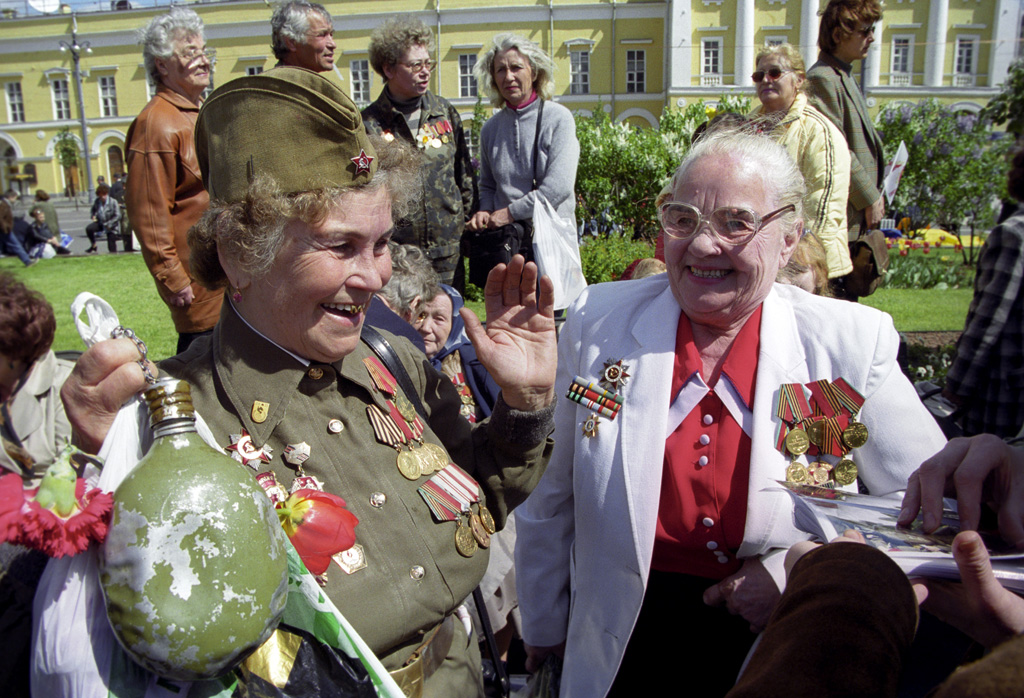